# Hymenopus bicornis
Hymenopus bicornis är en bönsyrseart som beskrevs av Pierre André Latreille 1807. Hymenopus bicornis ingår i släktet Hymenopus och familjen Hymenopodidae. Inga underarter finns listade i Catalogue of Life.